# アモリウム
アモリウム（Amorium）は小アジアのフリュギアに存在していた都市。ヘレニズム時代に建設され、東ローマ帝国支配下で繁栄し、アモリオンの戦いの後に衰退した。東ローマのコンスタンティノープルとキリキアを結ぶ軍用道付近に位置していた。トルコのアフィヨンカラヒサール県エミルダーの中心地から13キロメートル東にあるヒサルカイという村の周囲、もしくは真下から遺跡やハイク(「墳丘墓、マウンド」の意味)が発見されている。
アモリウムはギリシャ語での名称「アモリオン」(ギリシア語: Ἀμόριον)をラテン語化させた名称である。アラブ/イスラム圏の文献ではアッムーリエと表記されている。オスマン帝国の支配下では重要性を取り戻すことは無く、へルゲン・カレー(Hergen Kale又はHergen Kaleh)と呼ばれた。

## 典拠
- Ivison, Eric A. (2007). “Amorium in the Byzantine Dark Ages (seventh to ninth centuries)”. In Henning, Joachim. Post-Roman Towns, Trade and Settlement in Europe and Byzantium, Vol. 2: Byzantium, Pliska, and the Balkans. de Gruyter. pp. 25–59. ISBN 978-3-11-018358-0
- Karolidis, Pavlos (1908) (Greek).  [The city of Amorion in Christian and Mohammedan history and poetry]. Athens: Τύποις Π. Δ. Σακελλαρίου. http://anemi.lib.uoc.gr/metadata/2/e/5/metadata-joh1tql6di2autb2nf33tbsdp3_1297247887.tkl
- Kazhdan, Alexander, ed (1991). Oxford Dictionary of Byzantium. Oxford University Press. pp. 79–80. ISBN 978-0-19-504652-6
- Lightfoot, Chris (2006). Amorium: A Byzantine City in Anatolia - An Archaeological Guide. Istanbul: Homer Kitabevi. ISBN 978-975-8293-80-3